# Tristin Mays
Tristin Mays (Nova Orleans, Lousiana, 10 de Junho de 1990) é uma atriz estadunidense de televisão. Trabalhou na série "The Vampire Diaries" ou Diário de um Vampiro, em português como Sarah Salvatore, sobrinha de Damon e Stefan Salvatore. Além de ter trabalhado em "Everybody Hates Chris", "Todo mundo odeia o Chris" como Jenise Huckstable em 2009. Já em 2010 deu vida a personagem Hailey em True Jackson e a Stephanie King em Big Time Rush também em 2010.
Atualmente trabalha na série Macgyver da CBS. interpretando a hacker Riley Davis.

## Filmografia

### Séries e Filmes
| Personagem                     | Série                              | Ano  |
| ------------------------------ | ---------------------------------- | ---- |
| Jenise Huckstable              | Everybody Hates Chris              | 2008 |
| Hailey                         | True Jackson                       | 2010 |
| Stephanie King                 | Big Time Rush                      | 2010 |
| Autumn Rose                    | House Party: A Noite é Uma Criança | 2013 |
| Sarah Salvatore / Sarah Nelson | The Vampire Diaries                | 2015 |
| Cute Bridesmaid                | Padrinhos Ltda                     | 2015 |
| Pauline                        | Supergirl                          | 2015 |
| Riley Davis                    | MacGyver                           | 2016 |
| Ally Morel                     | Switched At Birth                  | 2017 |